# 20488 Pic-du-Midi
20488 Pic-du-Midi este o planetă minoră (asteroid), cu un diametru de 7,894 km, din centura de asteroizi. A fost descoperită pe 17 iulie 1999 la observatoire des Pises⁠(d) de observatoire des Pises⁠(d) și a fost numită după Pic du Midi de Bigorre. 
Obiectul prezintă o orbită caracterizată de o semiaxă mare de 2,7350292 UAi, o excentricitate de 0,15, o înclinație de 7,03392 ° în raport cu ecliptica.